# Palpares libelloides
Palpares libelluloides là một loài côn trùng trong họ Myrmeleontidae thuộc bộ Neuroptera. Loài này được Linnaeus miêu tả năm 1764.

## Hình ảnh

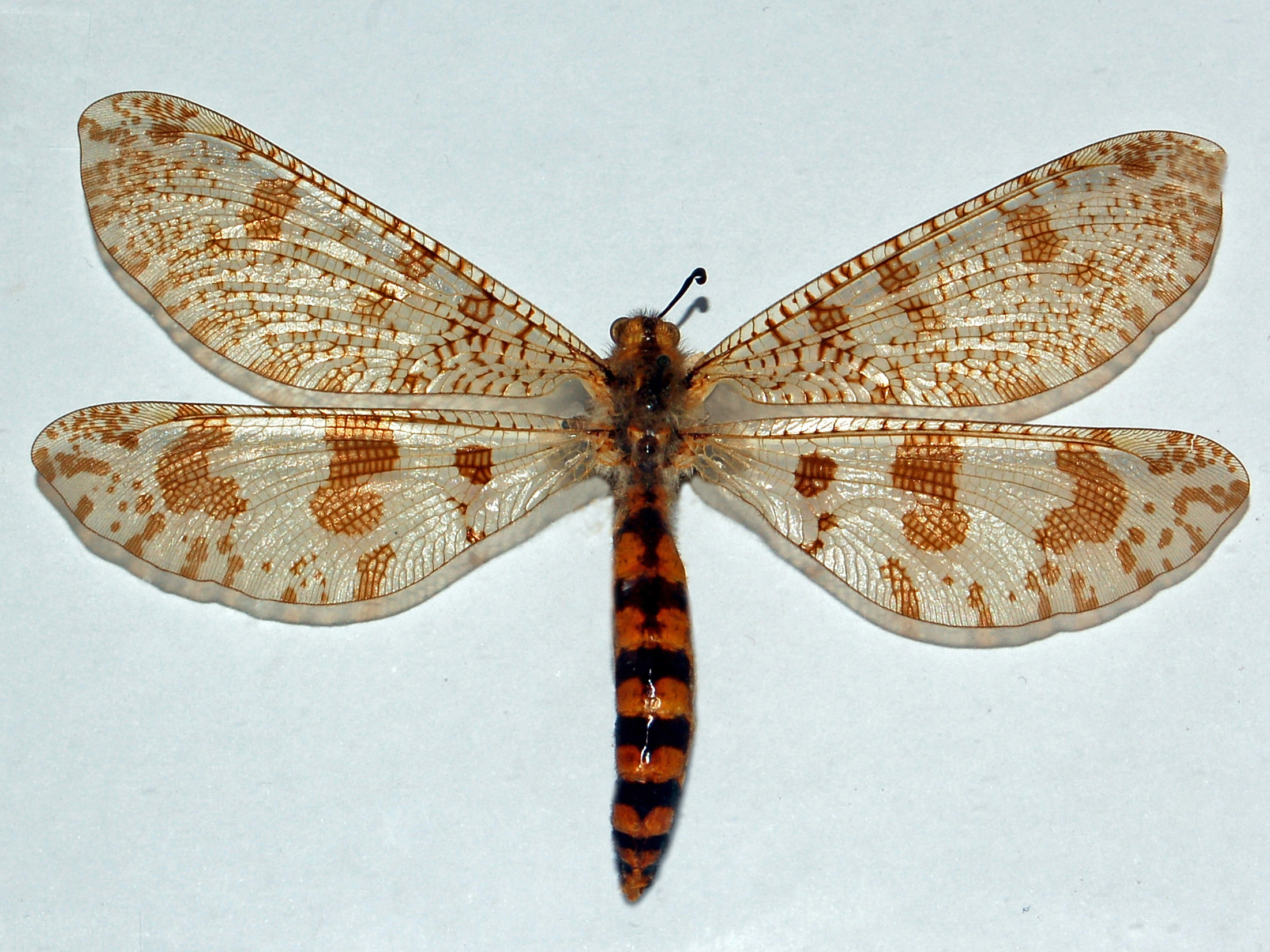
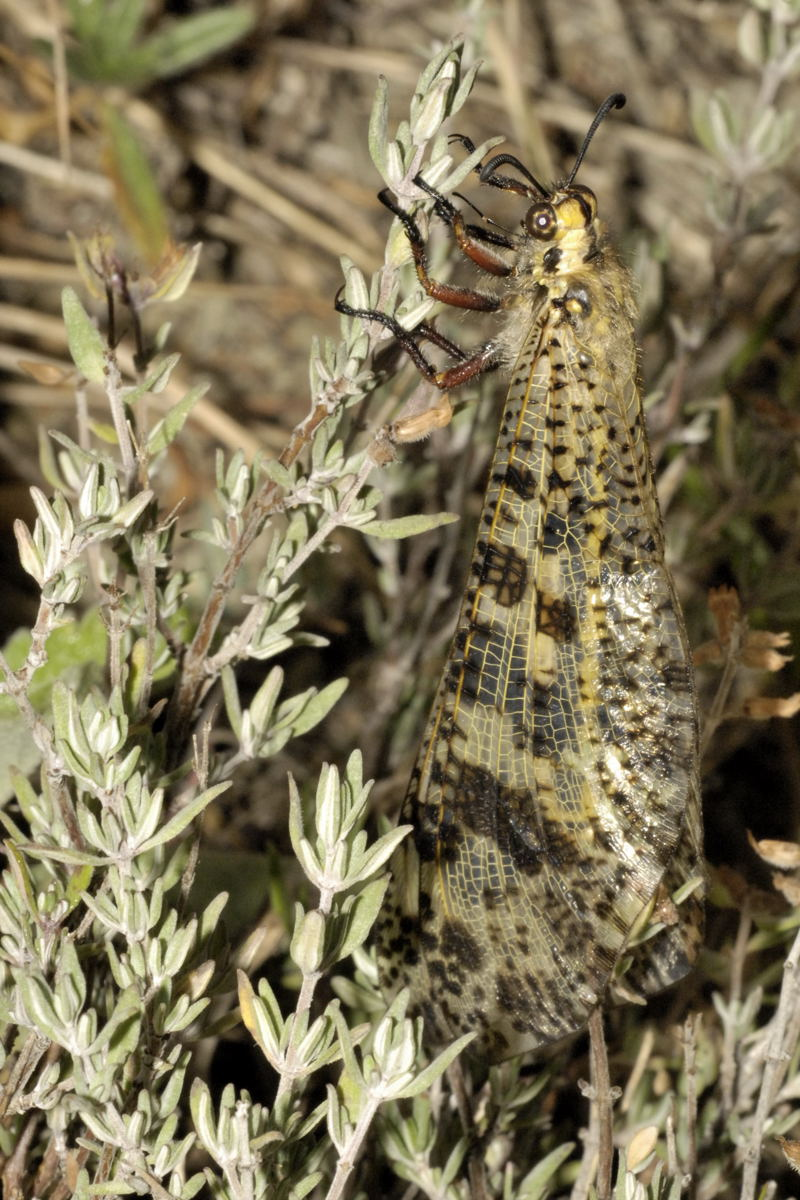
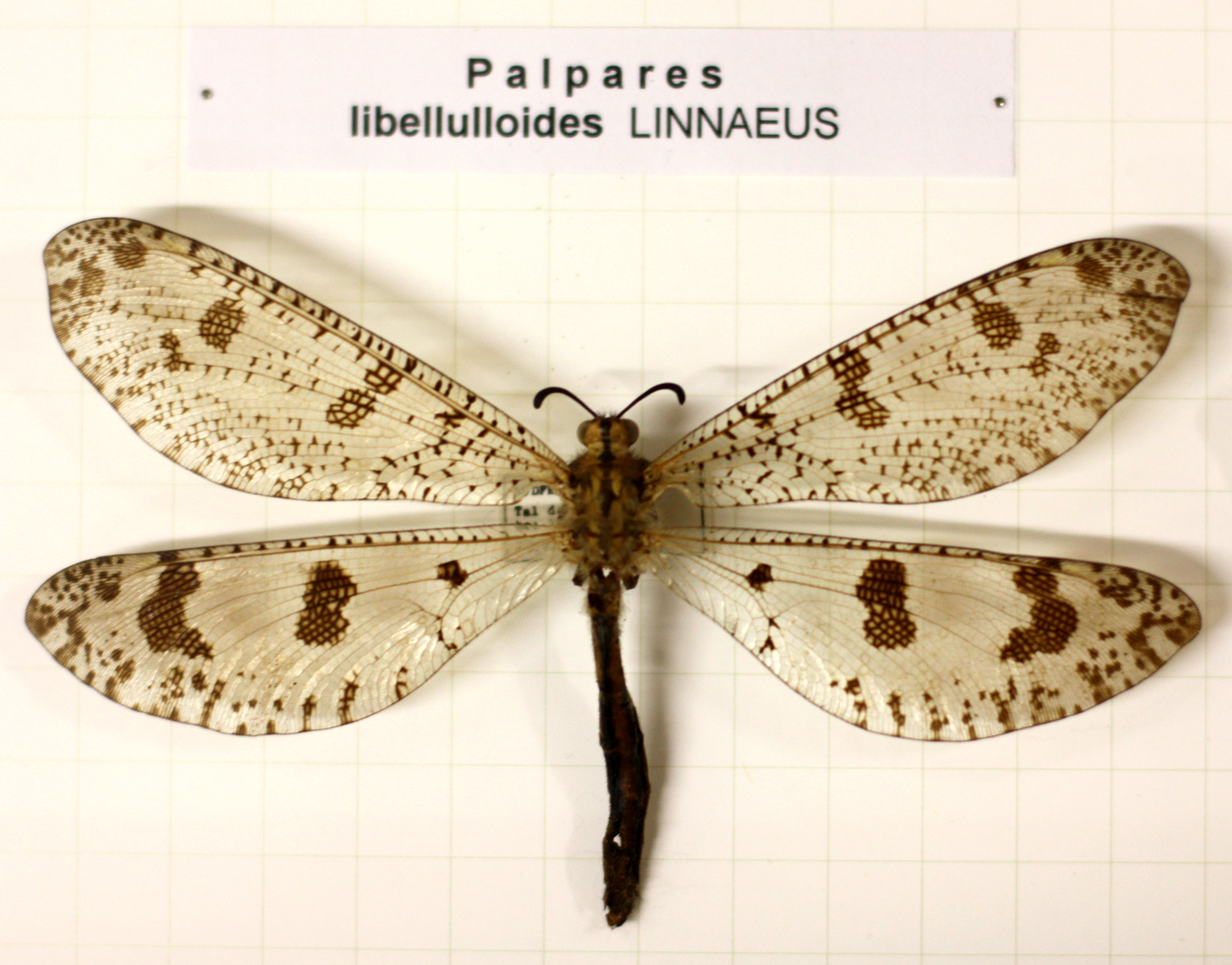
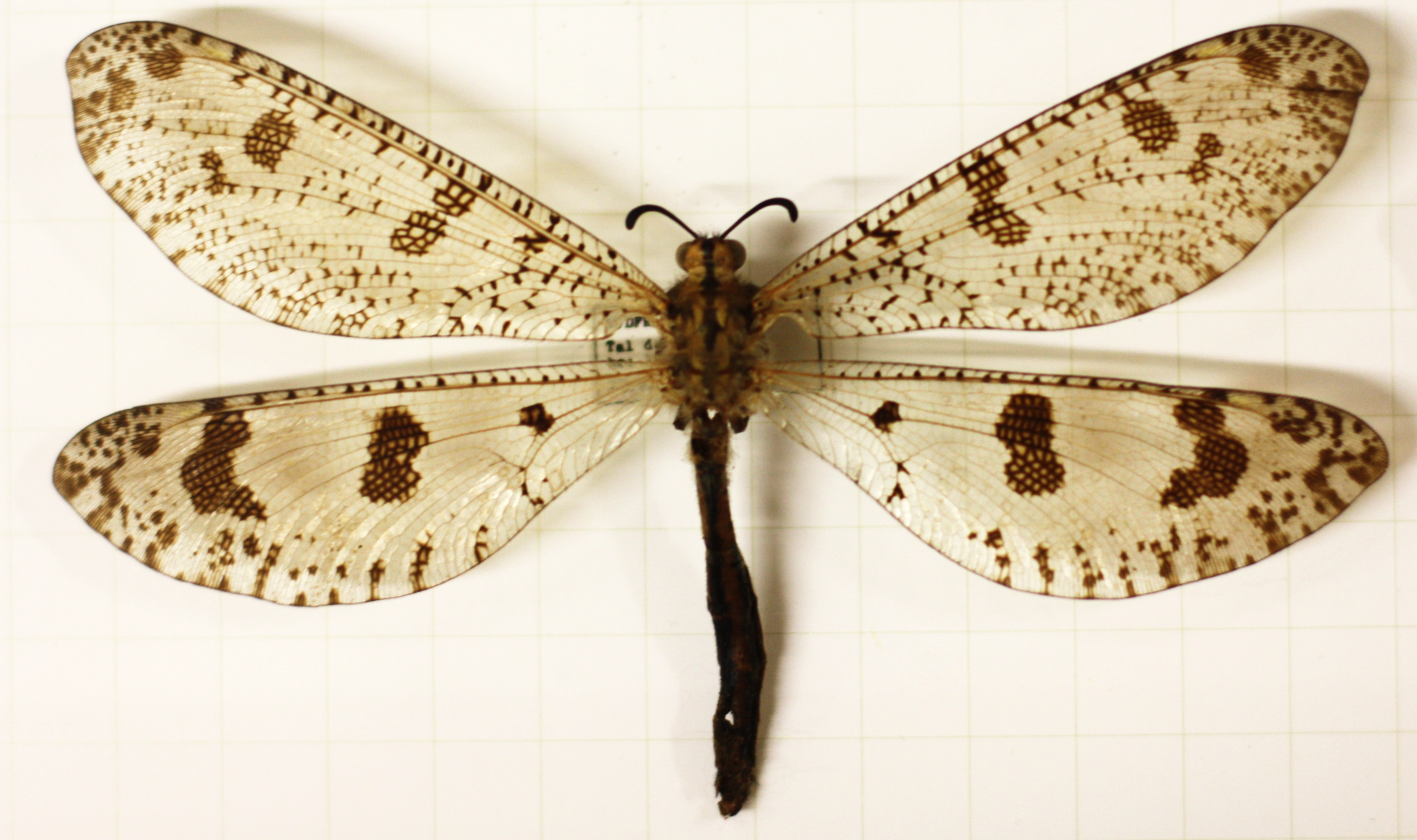